# Liberalismo neoclassico
Il liberalismo neoclassico è un filone del pensiero liberale sviluppatosi successivamente all'ascesa del liberalismo sociale; con le premesse del liberalismo classico, i liberali neoclassici si oppongono all'intervento dello Stato nell'economia, incluse le varie forme di assistenza sociale. Nella forma più estrema, i liberali neoclassici sostengono il darwinismo sociale.

## Onomaturgia e definizione
Il termine "liberalismo neoclassico" (nuovo liberalimo classico) sta a indicare la rivisitazione del liberalismo classico nella società industrializzata. Gli elementi che definiscono il liberalismo neoclassico sono: (i) la difesa di un governo limitato; (ii) la difesa dell'individualismo e della libertà, con l'individualismo e la libertà definiti come la massimazione dell'interesse personale.

## Storia e filosofia

### XIX secolo

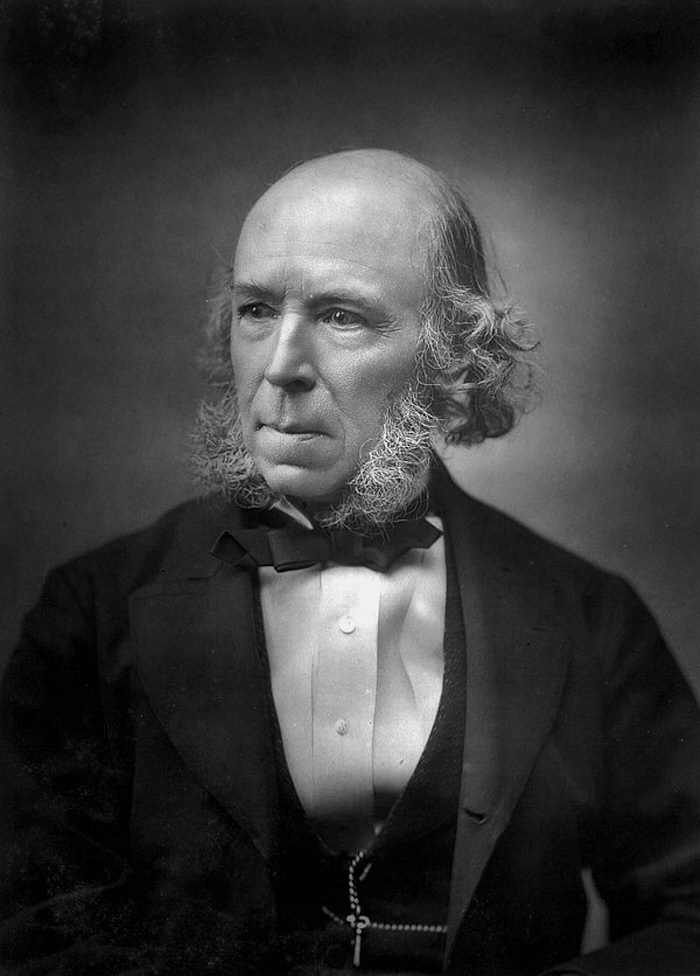
Herbert Spencer in un ritratto fotografico (circa fine Ottocento)

Nel XIX secolo, il mutamento delle condizioni economiche e sociali causato dall'industrializzazione e dall'urbanizzazione portò i liberali a rispondere in modi diversi: i liberali neoclassici continuarono l'enfasi del liberalismo classico sul governo limitato, mentre i liberali sociali iniziarono a sostenere la necessità di un ruolo più ampio del governo.
Entrambe le scuole di pensiero sostenevano l'importanza della libertà individuale, insistendo sulla propria legittimità filosofica, ma erano sempre più divergenti su questioni quali il ruolo dello Stato e la risposta appropriata del governo ai problemi sociali (come la povertà).
Sostenendo la loro interpretazione del Secondo Trattato sul Governo di John Locke, i liberali neoclassici, che comprendevano autori come Herbert Spencer (1820–1903) e William Graham Sumner (1840–1910), credevano che le loro idee non-interventiste fossero la migliore via per valutare e dirigere la pratica politica, mentre i cosiddetti "liberali del benessere" che comprendevano autori come Thomas Hill Green (1836–1882), chiedevano un governo più regolatore e sociale rispetto a quello di Locke.

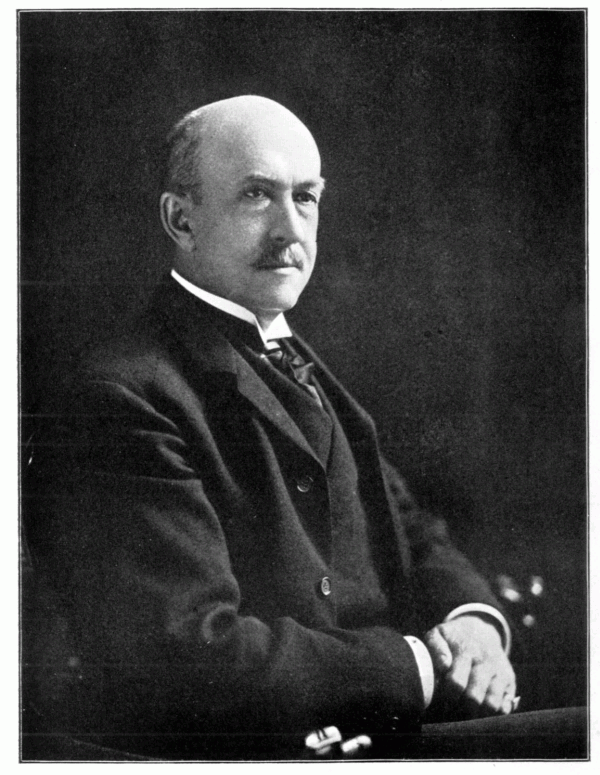
William Graham Sumner in un ritratto fotografico (18 aprile 1902)

Herbert Spencer e William Graham Sumner sono generalmente considerati sia liberali neoclassici sia darwinisti sociali. Come fa notare Ellen Grigbsy, quest'ultima denominazione è alquanto problematica con Spencer, perché Spencer iniziò ad applicare le sue prospettive evolutive nei suoi scritti prima che Darwin pubblicasse le sue scoperte. In effetti, Spencer, e non Darwin, ha usato per la prima volta la famosa espressione della "sopravvivenza del più adatto".
La teoria politica liberale neoclassica di Sumner trovò esplicita espressione nella sua pubblicazione del 1883 intitolata Cosa devono le classi sociali l'una all'altra. Per Summer i governi erano risposte contrattuali e razionalistiche ai bisogni individuali, istituite per migliorare la sicurezza della vita e della proprietà e, in quanto tali, i governi esistevano per ridurre le minacce contro le persone e le proprietà.
Il governo, in linea con la logica del liberalismo neoclassico, doveva servire questo scopo minimalista in modo molto rigoroso e doveva, in particolare, evitare "sentimenti" verso i meno fortunati. Qualsiasi intromissione del governo in aree suntuarie o morali erano ingiustificate. I governi legittimi non sono "paterni"  (cioè, non devono fornire protezione economica o morale ai cittadini) né protezionisti (cioè, non devono proteggerli dalla concorrenza e dagli effetti delle loro scelte sbagliate).
Per Spencer, invece, promulgare leggi per l'assistenza pubblica portava a effetti deleteri, come l'indebolimento degli incentivi al duro lavoro, alla carità volontaria e la confisca della ricchezza generata dai membri produttivi della società. Le tasse per finanziare i programmi di assistenza sociale non ricadrebbero solo sui benestanti, affermava Spencer, ma anche sui membri produttivi della classe lavoratrice alimentando antipatia nei confronti dei poveri in generale, senza distinguere tra coloro che sono poveri come risultato di sfortuna al di là della loro capacità di affrontare e quelli poveri come risultato dell'aver ignorato le leggi della natura in materia di responsabilità individuale e autoconservazione.
La legge di natura, secondo Spencer, imponeva che gli individui abili nel fare il proprio interesse personale attraverso i loro sforzi di autoconservazione sarebbero stati premiati, mentre quelli che li avrebbero trascurati: avrebbero sofferto. Come sosterrà anche Sumner il governo esisteva per proteggere la vita e la proprietà, ma non per regolare il commercio, fornire l'istruzione pubblica, promuovere la religione, assistere i poveri, mantenere sistemi di trasporto pubblico e fornire un sistema sanitario.
Ne La sfera propria del governo, Spencer sosteneva che gli individui hanno diritti naturali: diritto alla vita e alla proprietà. Per quanto riguarda questi due diritti, Spencer, come Locke, si rifaceva a fonti sia storiche che religiose per sostenere la naturalità della proprietà privata e la sua esistenza come mezzo necessario per soddisfare i  bisogni umani.
Il termine "naturale" si riferiva a diritti di cui gli individui godevano in virtù della loro umanità, e non come concessioni da parte dei governi. Infatti, Spencer riteneva che questi diritti naturali alla vita e alla proprietà fossero antecedenti al governo e che fosse allo scopo di garantire meglio tali diritti che i governi sono stati creati. Se non fossero stati creati i governi, Spencer credeva che i deboli sarebbero stati vulnerabili alle minacce dei forti e gli individui forti avrebbero messo a rischio le loro proprietà tramite incursioni. In risposta a queste minacce, gli individui si sono uniti per creare governi per proteggere i loro diritti naturali alla vita e alla proprietà.
La concezione di Spencer sul ruolo del governo era logicamente coerente con la sua credenza che l'esistenza umana era soggetta al funzionamento delle leggi naturali. Spencer credeva che "ogni creatura animata" consisteva nell'interazione tra bisogni e risposte ai bisogni; gli esseri viventi possiedono bisogni immediati, a lungo termine e "istinti" che li spingono verso la soddisfazione dei bisogni.
L'ambiente non doveva quindi essere alterato in modo da non ostacolare la risposta naturale, perché se l'ambiente fosse stato alterato anche l'essere sarebbe stato minato. Tutto ciò comporta che gli istinti naturali non devono essere interrotti: nel caso degli esseri umani, l'istinto e l'intelligenza, se consultati, spingono gli individui a preservarsi attraverso molteplici sforzi.

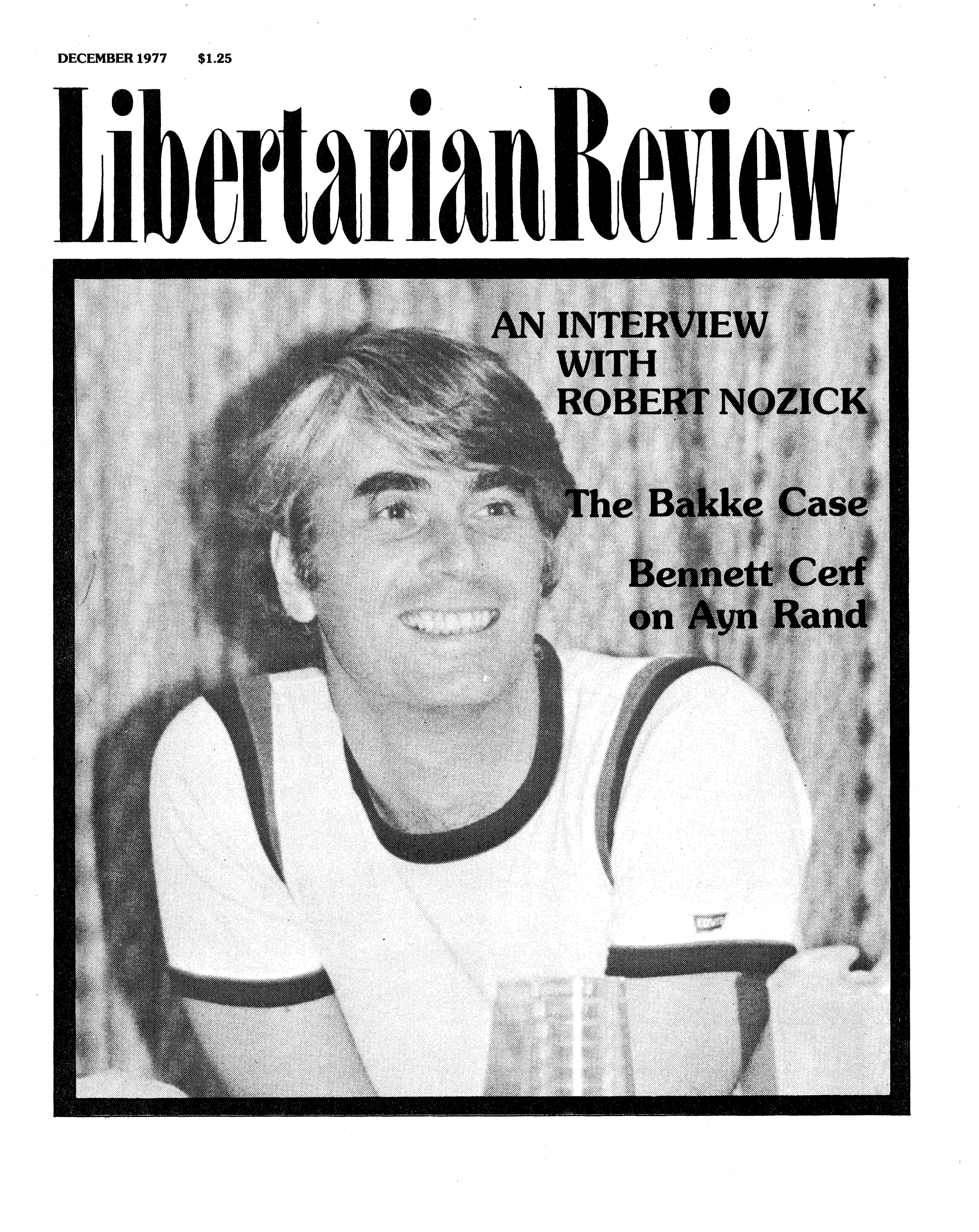
Robert Nozick nella copertina del Libertarian Review (1977)

Nel suo saggio I peccati dei legislatori, Spencer collegava esplicitamente questo processo di sviluppo istintuale o organico con il linguaggio evoluzionistico che postula "l'opera benefica della sopravvivenza del più adatto" e ammoniva che "l'aiuto dato all'inferiore dal superiore"  avrebbe "permesso all'inferiore di moltiplicarsi" e produrre altri problemi.

### XX secolo
Il liberalismo neoclassico riemerse principalmente nell'era successiva alla seconda guerra mondiale durante la quale il liberalismo moderno era la forma principale di liberalismo mentre il keynesismo e la socialdemocrazia erano le ideologie dominanti nel mondo occidentale.
Dopo il New Deal di Franklin Delano Roosevelt (1933–1944), che contribuì all'espansione dello Stato sociale negli Stati Uniti, economisti come Friedrich von Hayek (1899–1992) e Milton Friedman (1912–2006) iniziarono a riproporre le politiche liberali neoclassiche come alternative al liberalismo sociale di Roosevelt.
Nonostante Spencer e Sumner siano stati voci dominanti del liberalismo neoclassico del XIX secolo, le preoccupazioni fondamentali di questa scuola di pensiero non sono affatto limitate a questi due autori. L'enfasi liberale neoclassica sulla limitazione del potere del governo si ritrova anche nel liberalismo utilitaristico di John Stuart Mill (1806–1873), e nelle argomentazioni del teorico liberale neoclassico contemporaneo Robert Nozick, così come nel programma del Partito Libertario.
Il ricercatore Alan James Mayne, ha definito il libertarismo di destra come una variante recente del liberalismo neoclassico che, come quest'ultimo, sostiene un intervento minimo dello Stato negli affari economici e sociali.

## Personalità
- Herbert Spencer
- William Graham Sumner
- Ludwig von Mises

- Friedrich von Hayek
- Robert Nozick

## Opere
Elenco delle opere liberali neoclassiche:
- La Via della Schiavitù (1944), Friedrich von Hayek
- La Costituzione della Libertà (1960), Friedrich von Hayek
- Capitalismo e Libertà (1962), Milton Friedman